# جيمي دويل (ملاكم)
جيمي دويل (بالإنجليزية: Jimmy Doyle)‏ مواليد 12 أغسطس 1924 في لوس أنجلوس - الوفاة 25 يونيو 1947 في كليفلاند، الولايات المتحدة، كان ملاكم محترف أمريكي صنّف ضمن فئة وزن الوسط.

## إحصائيات
خاض خلال مسيرته 53 نزالا، فاز في 43 وتعادل في 3 وخسر في 7. فاز بالضربة القاضية في 14 نزالا.

## روابط خارجية
- جيمي دويل على موقع بوكس ريك (الإنجليزية) (registration required)